# نیکو میناردوس
نیکو میناردوس (انگلیسی: Nico Minardos; ۱۵ فوریهٔ ۱۹۳۰ – ۲۷ اوت ۲۰۱۱) بازیگر تلویزیون و بازیگر سینما اهل ایالات متحده آمریکا بود.
از فیلم‌ها یا برنامه‌های تلویزیونی که وی در آن نقش داشته‌است می‌توان به تجارت میمون، سینوهه اشاره کرد.